# Alan Levin
Alan Levin (als Alan Levinstein; * 28. Februar 1926 in New York City; † 13. Februar 2006 in Maplewood, New Jersey) war ein US-amerikanischer Journalist und Dokumentarfilmer.
Alan Levin diente im Zweiten Weltkrieg. Anschließend studierte er an der Wesleyan University in Connecticut. Für Associated Press und die New York Post arbeitete er zunächst als Journalist, 1963/64 für den Senator Harrison Williams. Danach ging er als Produzent für zwei Jahre zu WABC-TV. Seine Karriere als Dokumentarfilmer begann er schließlich bei Public Broadcasting Service (PBS). Für eine Dokumentation über neue, nichteuropäische Immigranten gewann er 1979 seinen ersten Emmy. Nach einer Dokumentation über die aufstrebende, neue religiöse Rechte in den USA schied er von PBS. Er arbeitete dann zunächst mehrfach mit Bill Moyers zusammen – für einen Film über die Iran-Contra-Affäre (The Secret Government: The Constitution in Crisis looked at the activities of the CIA leading up to the Iran-Contra Affair) gewann er seinen zweiten Emmy – anschließend für Home Box Office (HBO). 1999 gewann er zusammen mit seinem Sohn Marc Levin einen dritten Emmy für eine Dokumentation über das Leben von Strafgefangenen in Washington.